# 柔妃
柔妃是中國金朝帝王妃嬪称号。
金熙宗时設五妃：元妃、贵妃、淑妃、德妃、贤妃。完颜亮当政时，皇妃位号多达十二等：元妃、姝妃、惠妃、贵妃、贤妃、宸妃、丽妃、淑妃、德妃、昭妃、温妃、柔妃。金宣宗贞祐年间五妃改制为贵妃、真妃、淑妃、丽妃、柔妃。
- 完颜亮柔妃唐括石哥
- 完颜亮柔妃耶律弥勒
- 完颜亮唐括柔妃，生宿王完顏矧思阿補
- 金世宗柔妃大氏